# Nanisivik
Nanisivik ist ein verlassener Ort im Territorium Nunavut, Kanada. Er befindet sich auf der Borden-Halbinsel im Norden der Baffin-Insel, etwa 25 Kilometer im Landesinneren gelegen. Nach Erschöpfung der hier befindlichen Blei- und Zinkminen wurde Nanisivik 2004 aufgegeben. Nur der Flughafen „Nanisivik“ wird noch betrieben und verbindet Arctic Bay mit Iqaluit. Das Inuktitut-Wort Nanisivik (ᓇᓂᓯᕕᒃ) bedeutet „Platz, wo man Dinge findet“.
1974 als Bergbausiedlung gegründet, hatte Nanisivik um die Jahrhundertwende etwa 290 Einwohner (davon nur 16 % Inuit). Die Entfernung zur Hauptstadt Iqaluit betrug rund 1225 Kilometer. Eine 21 Kilometer lange Straße verband den Ort mit Arctic Bay am Admiralty Inlet.
Zur Volkszählung am 16. Mai 2006 wurde Nanisivik mit einer Bevölkerung null nachgewiesen, am 2. Mai 2011 jedoch wieder mit 10 Einwohnern.

## Nanisivik Naval Facility
Am 8. August 2007 wurden Pläne bekanntgegeben, auf dem Standort einen militärischen Marine-Stützpunkt zu errichten. Der Plan sah vor, den existierenden Anlegehafen in einen Tiefseehafen umzubauen. Diese Maßnahmen kosteten 60 Millionen $. Am 10. August 2007 gab der kanadische Premierminister Stephen Harper weiter den Bau von neuen Anlege- und Betankungsanlagen für die kanadischen Streitkräfte bekannt. Ziel ist es, langfristig die kanadische Militärpräsenz in den nördlichen Gegenden von Kanada zu stärken und eine permanente besetzte Basis zu betreiben. Die Wahl für Nanisivik fiel aufgrund seiner Lage an der Nordwest-Passage. Die US-amerikanische Thule Air Base befindet sich 600 km nordöstlich.
Im Sommer 2008 begannen die Bauarbeiten für die Basis. Aufgrund von Verzögerungen bei Bau und Finanzierung wurde die Inbetriebnahme mehrfach verschoben. Anfang 2022 wurde bekannt, dass die Aufnahme des Betriebes der Einrichtung für das Jahr 2023 geplant ist.
Nach Fertigstellung sollen dort Arctic Off-Shore Patrol Ships der Harry-DeWolf-Klasse stationiert werden. Diese Marineschiffe verfügen über Eisbrecherkapazitäten und sollen Kanadas Präsenz in der Region stärken.